# Yoyogi National Gymnasium
Yoyogi National Gymnasium (japanska: 国立代々木競技場 Kokuritsu Yoyogi Kyōgi-jō) är en multiarena i Tokyo. Den ligger mitt i distriktet Harajuku nära Yoyogi-parken.

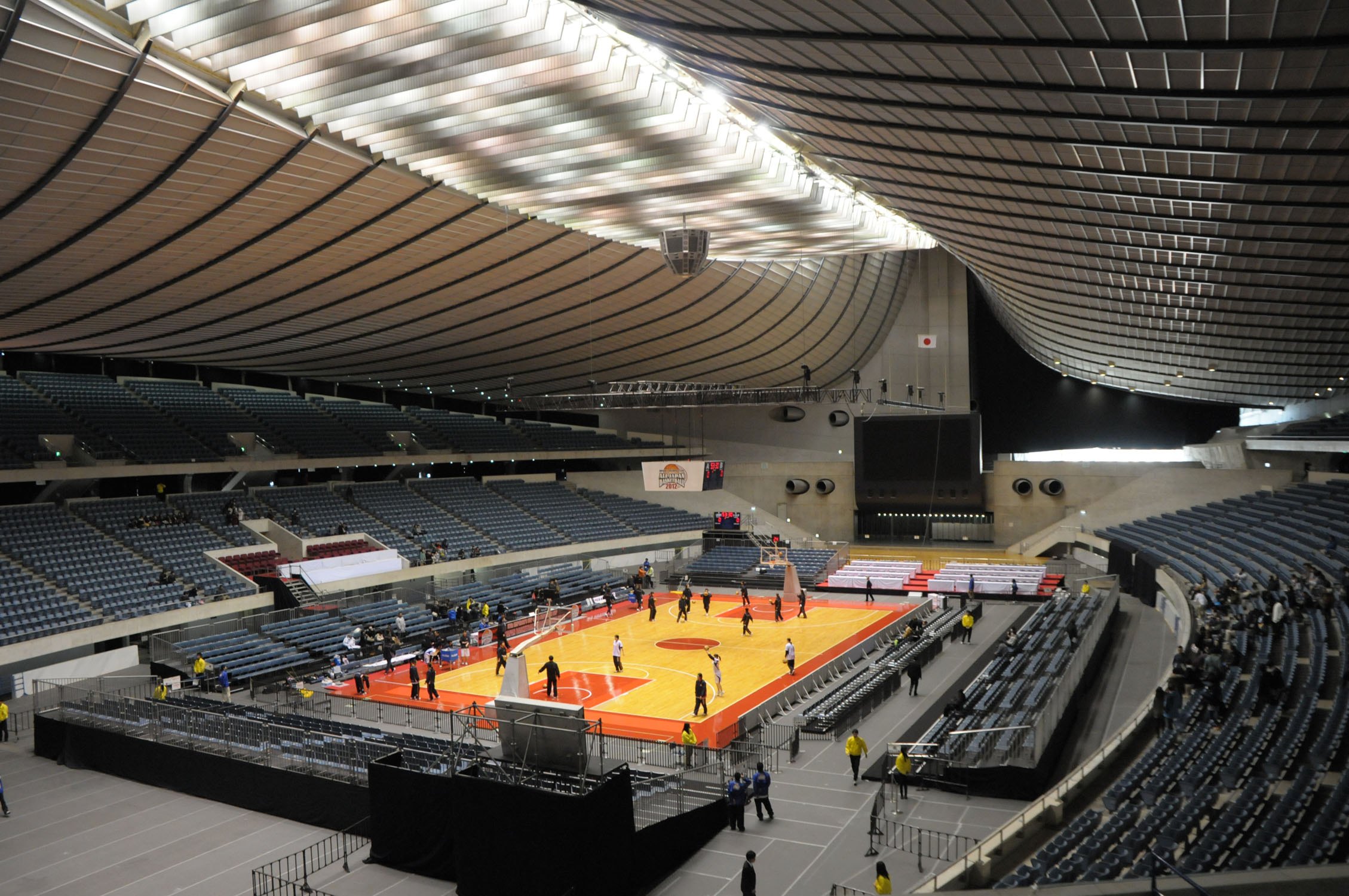
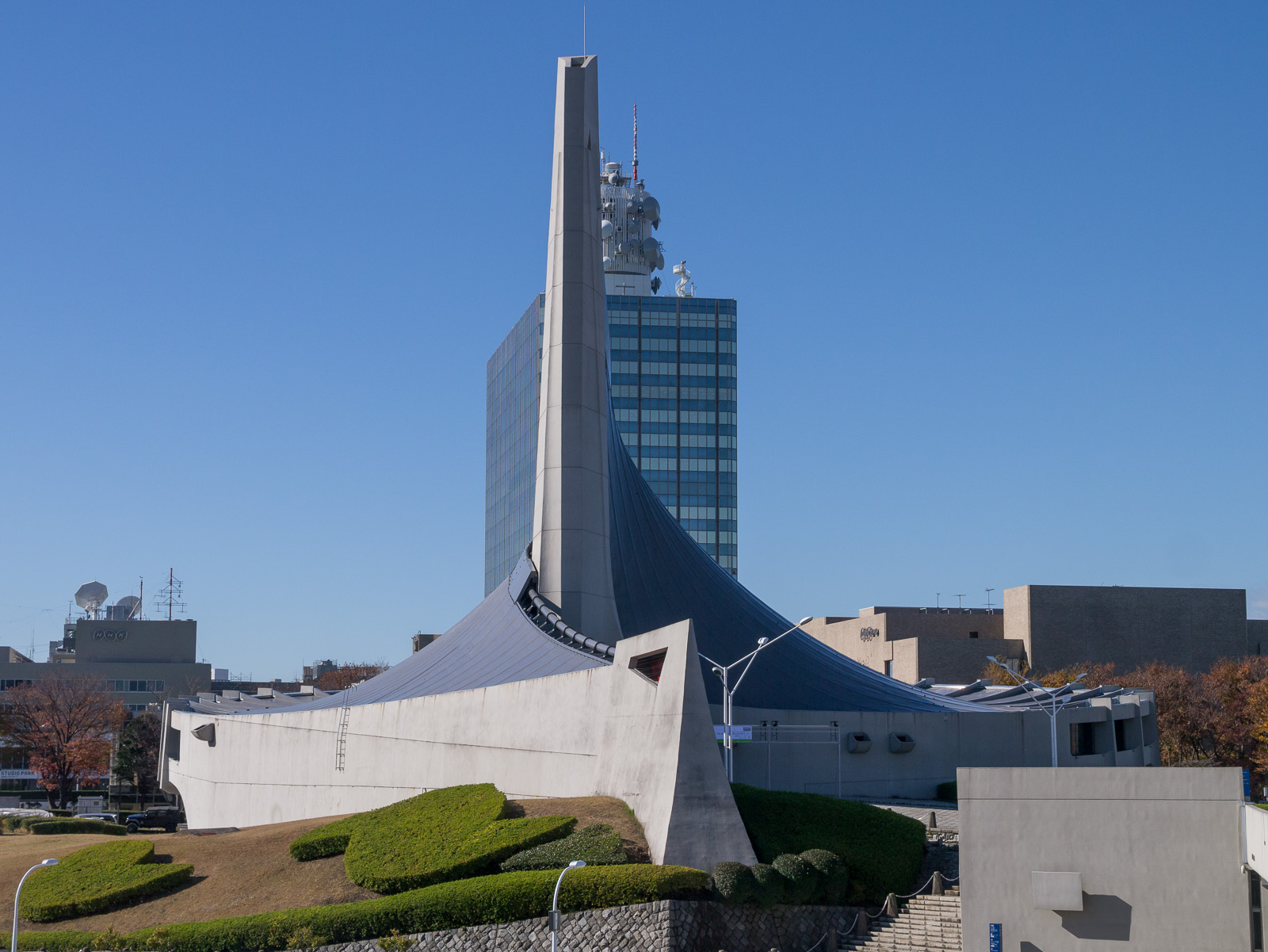
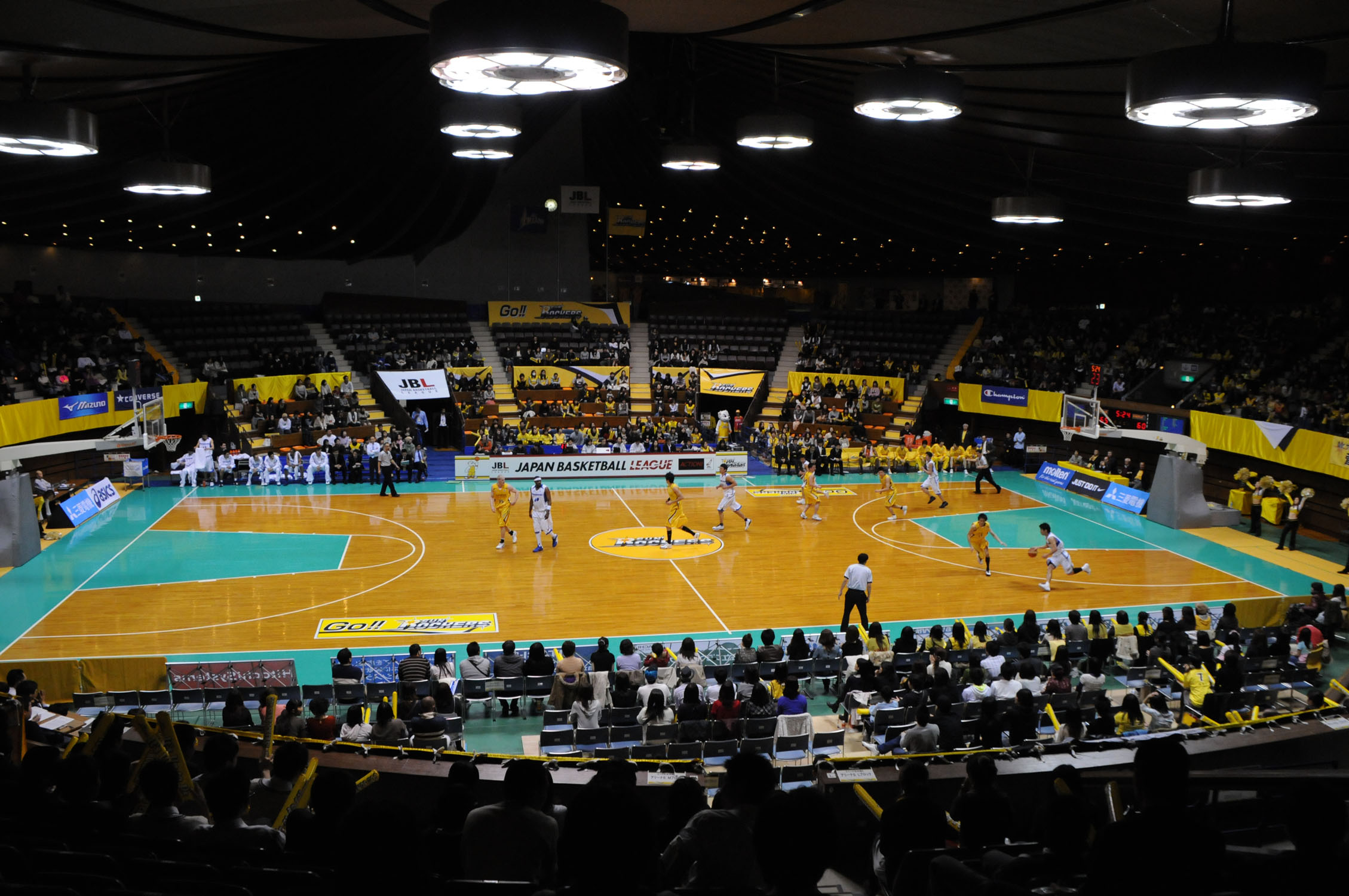

Arenan byggdes mellan 1961 och 1964 för olympiska sommarspelen 1964 då den användes för tävlingarna i simning, simhopp och basketboll. Marken arenan byggdes på hade varit ockuperad av USA sedan andra världskrigets slut och återlämnades till Japan för att bygga arenan, spelens mediacenter och OS-byn. Den designades av den kände modernistiske arkitekten Kenzō Tange som influerats av en 1950-talspaviljong Le Corbusier ritade åt Philips. Huvudbyggnaden som kännetecknas av sitt upphängningstak är känd som ett av Tanges mästerverk och har i sin tur inspirerat många andra arkitekter.
Yoyogi National Gymnasium kommer att användas till handbollsturneringen vid olympiska sommarspelen 2020 samt badminton och rullstolsrugby vid paralympiska sommarspelen 2020.